# Charles de Caylus
Ne doit pas être confondu avec son neveu Charles de Tubières de Caylus.
Pour les articles homonymes, voir Caylus.
Charles de Caylus, né le 20 avril 1669 à Paris, mort le 3 avril 1754 près d'Auxerre, est un homme d'Église français des XVIIe et XVIIIe siècles. Il est évêque d'Auxerre de 1704 jusqu'à sa mort, à l'âge de 85 ans. Exilé dans son diocèse pendant un temps pour ses opinions jansénistes, il le transforme profondément et en fait un bastion du jansénisme.

## Biographie

### Enfance et jeunesse
Daniel Charles Gabriel de Thubières de Caylus naît le 20 avril 1669 à Paris. Issu d'une ancienne famille noble du Rouergue, il est le fils de Charles-Henri de Tubières de Grimoard de Pestel de Lévis, marquis de Caylus, et de Claude de Fabert, fille du maréchal Fabert d'Esternay et marquise d'Esternay. Il fait ses études au collège Louis-le-Grand, tenu par les jésuites. Il étudie la philosophie, puis entre au séminaire de Saint-Sulpice. Il obtient le titre de docteur en théologie et reçoit les ordres jusqu'au diaconat,.
Il obtient alors la charge d'aumônier du roi Louis XIV et devient abbé de Saint-Jean de Laon à 28 ans.
Son frère aîné, Anne III de Grimoard comte de Caylus (1666-1704), ayant épousé en 1686 Marthe-Marguerite Le Valois de Villette, nièce de Madame de Maintenon, cette dernière le présente à Bossuet, évêque de Meaux, et à Louis Antoine de Noailles. Il se lie avec ces personnages. La fréquentation de Bossuet développe son esprit et son jugement. Le cardinal de Noailles, archevêque de Paris, en fait son grand vicaire en 1700 et lui confie la direction du collège des Lombards. Ses relations avec Madame de Maintenon sont assez soutenues pour qu'il lui demande en 1709 son avis sur le fait de recevoir de l'aide de la part d'ecclésiastiques jansénistes.

### Évêché d'Auxerre
En 1704 le siège épiscopal d'Auxerre est rendu vacant par la mort d'André Colbert, et le roi nomme Charles de Caylus évêque d'Auxerre le 16 août. Il est consacré à Paris le 1er mars 1705 par le cardinal de Noailles, archevêque de Paris. Il prête serment de fidélité au roi dans la chapelle du château de Versailles. Le 22 mars, il prend solennellement possession de son siège épiscopal à la cathédrale d'Auxerre et s'installe au château de Régennes à Appoigny, résidence des évêques d'Auxerre. 103e et antépénultième évêque d'Auxerre, il est le premier de ceux-là à abandonner le palais épiscopal d'Auxerre pour se loger entièrement à Régennes ; ses deux successeurs feront de même.

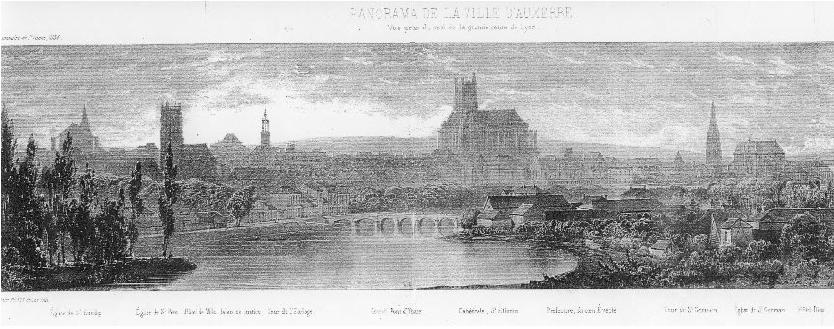
Auxerre vue par Victor Petit

#### Un évêque janséniste
L'expérience pastorale qu'il a acquise à Paris lui est utile en cette période particulièrement agitée de l'histoire de l'Église catholique en France. Depuis les années 1640, l'affaire du jansénisme déchire le clergé français entre jésuites et jansénistes, entre gallicans et ultramontains, sans que les limites des différents camps soient parfaitement dessinées ni les enjeux clairement définis. Alors qu'il est à Paris un proche du cardinal de Noailles, dont le soutien aux thèses jansénistes va grandissant, le nouvel évêque d'Auxerre se montre d'abord obéissant au pape.
En mars 1711, il publie une lettre pastorale pour critiquer une thèse soutenue par des bénédictins de son diocèse, reprenant des idées condamnées. Il exige d'eux un acte de soumission aux constitutions apostoliques contre Baïus et Jansénius.

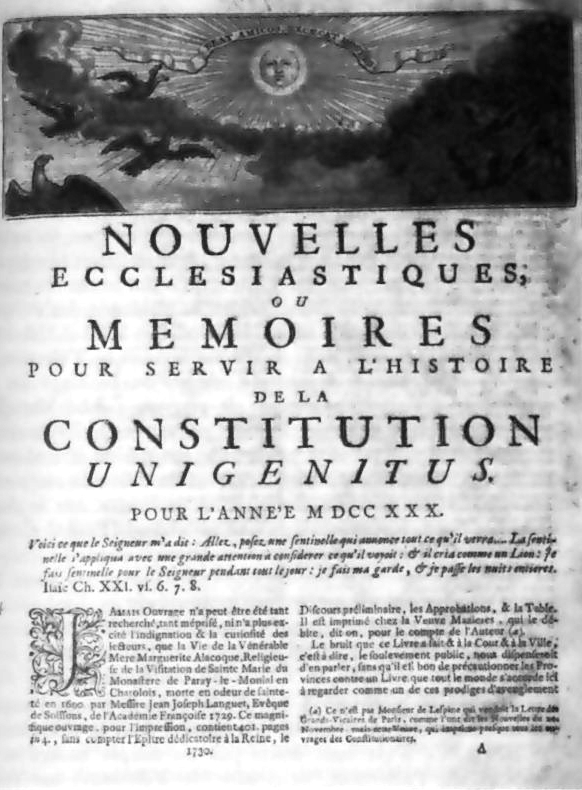
Nouvelles ecclésiastiques

En septembre 1713, le pape Clément XI publie la bulle Unigenitus à la demande de Louis XIV, afin de contrer les thèses de Pasquier Quesnel. Par crainte de déplaire au roi, Charles de Caylus accueille la bulle favorablement et la publie dans son diocèse le 28 mars 1714,. À l'inverse, le cardinal de Noailles et quelques évêques, s'opposant à la fois au pape et au roi, refusent d'accepter la bulle.
Mais le 1er septembre 1715, Louis XIV meurt, et le régent Philippe d'Orléans se montre plus conciliant envers les adversaires de la bulle.
Tandis que chacun campe sur ses positions, quatre évêques opposés à la bulle papale publient le 1er mars 1717 un appel à la tenue d'un concile général. Leurs partisans sont désormais connus sous le nom d'appelants.
C'est alors que Charles de Caylus, avec d'autres évêques, se rallie aux appelants et signe l'acte d'appel le 24 mai 1717, mais il attend jusqu'au 4 octobre 1718 pour rendre public son appel. Les esprits s'échauffent entre les évêques appelants et les acceptants, tandis que le régent se décide finalement à soutenir les appelants mais que le pape les déclare « séparés de la charité de l'Église Romaine ». Dans le diocèse d'Auxerre, quelques chanoines et prêtres suivent leur évêque - l'abbé Lebeuf y joue un rôle important dans le sens de son évêque -, mais le plus grand nombre préfère garder le silence. À Auxerre, l'affaire alimente toutes les conversations.
En 1719, le régent cherche à se rapprocher du pape et fait rédiger par des théologiens un « Corps de doctrine », compromis destiné à lever les scrupules des appelants, et que signent finalement une centaine d'évêques, dont le cardinal de Noailles. Seuls Charles de Caylus et un petit nombre d'évêques persistent dans leur refus de cet accommodement.
Le pape Clément XI meurt le 29 mars 1721. En octobre, sept évêques dont celui d'Auxerre adressent à son successeur Innocent XIII une lettre explicative de leur conduite, et le conjurent en vain de revenir sur la bulle.
En 1727, un concile provincial se tient à Embrun. Jean Soanen, évêque de Senez, considéré comme le chef de file des appelants, est démis de ses fonctions épiscopales et exilé par lettre de cachet à La Chaise-Dieu. Douze évêques dont Charles de Caylus attaquent cette décision dans une lettre publique qu'ils adressent à Louis XV. En réponse, chaque évêque signataire est exilé dans son diocèse par lettre de cachet. De Caylus en profite pour visiter les grottes d'Arcy-sur-Cure à la mi-octobre 1728.
Trois ans plus tard, il se prononce contre la déclaration de 1730, où la bulle était qualifiée de loi de l'Église universelle en matière de doctrine.
Après 1727, une nouvelle affaire oppose partisans et adversaires du jansénisme : celle des miracles du diacre Pâris. En 1733, l'évêque d'Auxerre reconnaît dans son diocèse un miracle qu'il attribue à l'intercession de François de Pâris. Il fait chanter en grande pompe un Te Deum sur les lieux du prodige, à Seignelay. En revanche, il condamne en 1735 le mouvement des convulsionnaires, né sur la tombe du diacre.
À partir de 1740, il est le dernier évêque de France en opposition avec les décrets de l'Église,.

#### Disette et famine

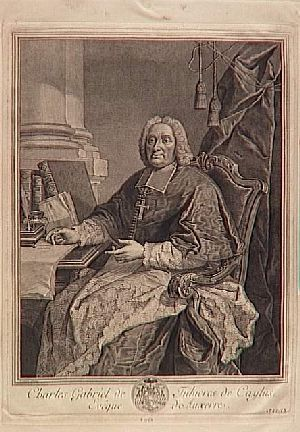
Charles de Caylus - Estampe de Schmidt Georg Friedrich (1712 - 1775)

Dès les premières années de son épiscopat, le nouvel évêque est confronté aux calamités climatiques qui frappent durement les plus pauvres de ses ouailles.
Après une année d'abondance en 1707, les récoltes de 1708 sont maigres et les prix montent ; la disette menace la moitié de la population. Dès les premiers jours de 1709, un froid intense s'abat sur la région. Le 6 janvier, on doit suspendre les messes dans les églises car le vin gèle aussitôt versé dans le calice. À l'exception des forgerons, les ouvriers ne peuvent plus travailler. Les rues d'Auxerre sont envahies de mendiants. Enfin, le dégel survient le 24 janvier, et l'on se croit tiré d'affaire. Mais en février le froid revient, puis de fortes pluies détrempent les champs et une troisième vague de froid achève de détruire les semences, tandis que les pieds de vigne sont gelés jusqu'aux racines. Avec ce désastre climatique qui touche la France entière (la Normandie perd ses pommiers et la Provence ses oliviers), une misère extrême frappe les pauvres et l'on ne compte plus les morts. Des initiatives charitables sont prises pour leur venir en aide. La municipalité dresse la liste des nécessiteux à secourir, tandis que la bourgeoisie « rivalise de charité envers les pauvres ».

« L'évêque, M. de Caylus, ne mit pas de bornes à sa bienfaisance. Après avoir épuisé toutes ses ressources, il s'en prit à sa vaisselle et n'en garda pas une seule pièce. Indépendamment des secours à domicile qu'il faisait distribuer dans la ville et le diocèse, tous les pauvres qui se présentaient chez lui, y trouvaient des potages abondans (sic). »

À l'automne 1709, la semence est si chère que de nombreux champs restent en jachère et la famine se poursuit en 1710. Il faut attendre la récolte de 1711 pour que chacun puisse à nouveau manger à sa faim.
Mais pendant l'hiver 1713, le prix du grain atteint le quadruple de son prix normal. Afin de ne pas revivre le désastre de 1709, Charles de Caylus institue l'aumône générale. Il s'agit d'une commission constituée de chanoines, de curés et de représentants de la municipalité d'Auxerre. Elle est chargée de dresser l'état exact des besoins, de collecter les quêtes et aumônes à l'occasion des grandes fêtes, et de venir en aide aux nécessiteux tout en préservant leur dignité. Cette institution subsistera jusqu'à la Révolution.
En 1731, alors qu'une sécheresse sévit depuis plusieurs mois, un incendie dévaste un quartier d'Auxerre. Charles de Caylus obtient pour les familles sinistrées une aide importante du cardinal de Fleury, malgré la disgrâce dans laquelle le tient le ministre de Louis XV.

#### Un évêque à la conquête de son diocèse

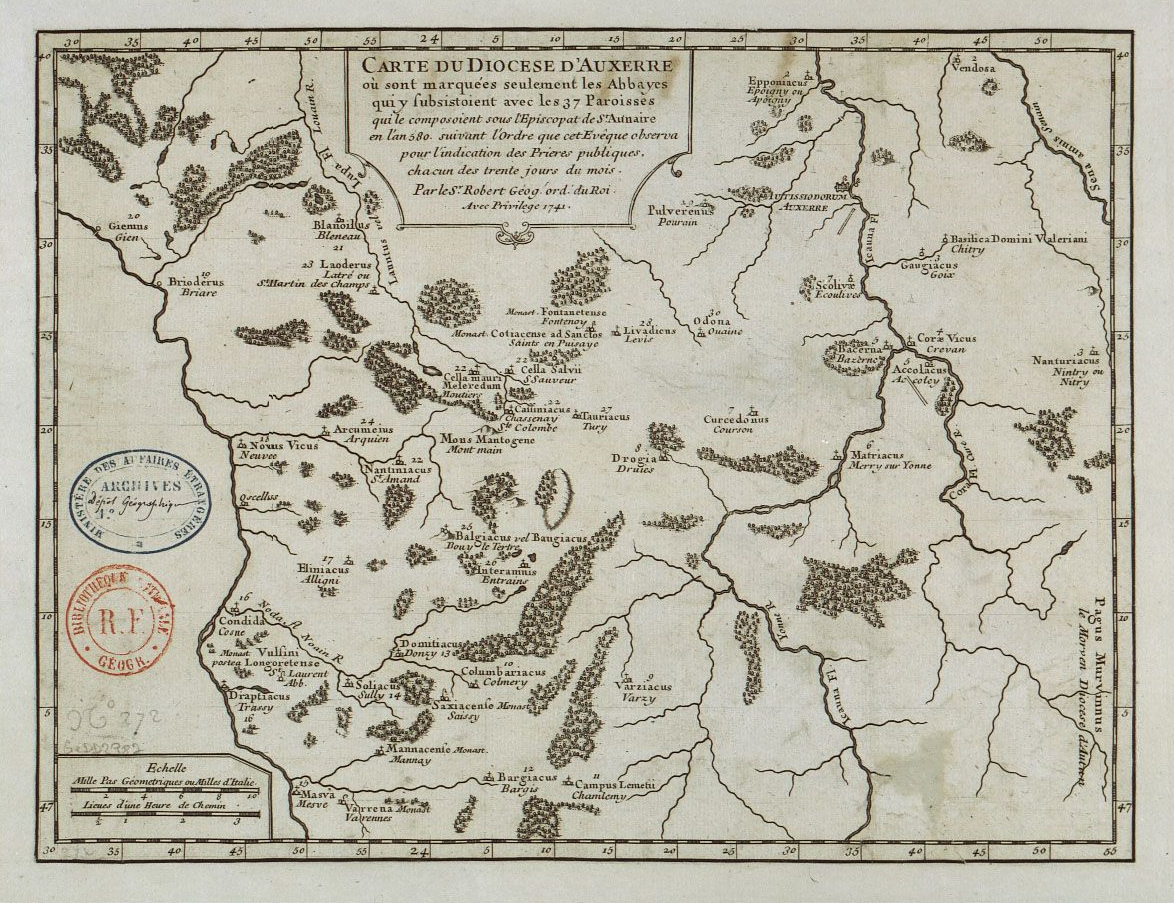
Carte du diocèse d'Auxerre (1741)

Charles de Caylus ne reste pas inactif dans son diocèse. Il travaille notamment à réduire l'influence de ses opposants.
Il est aidé en cela par les Nouvelles ecclésiastiques, journal janséniste clandestin très lu dans le diocèse.
Pendant tout l'épiscopat de Charles de Caylus, son diocèse devient le refuge des prêtres et ecclésiastiques jansénistes chassés par leurs évêques,,.
Grâce aux nominations qu'il fait dans le Chapitre de la cathédrale, la majorité bascule en sa faveur. En 1723, le chanoine Monnot, visant les nouveaux chanoines, critique vivement ceux qui ne se soumettent pas aux décisions de l'Église, mais le Chapitre le condamne à une exclusion d'un an et il finit par se démettre.
Pour contrebalancer l'influence que les jésuites exercent sur la jeunesse dans leurs écoles, et en particulier les principes ultramontains qu'ils enseignent, il crée à Auxerre un petit séminaire qu'il fait diriger par des prêtres de son choix. Il invite les pères de famille à lui confier leurs enfants et, lors de l'ouverture en octobre 1719, il accueille trois fois plus d'écoliers que le collège des jésuites.

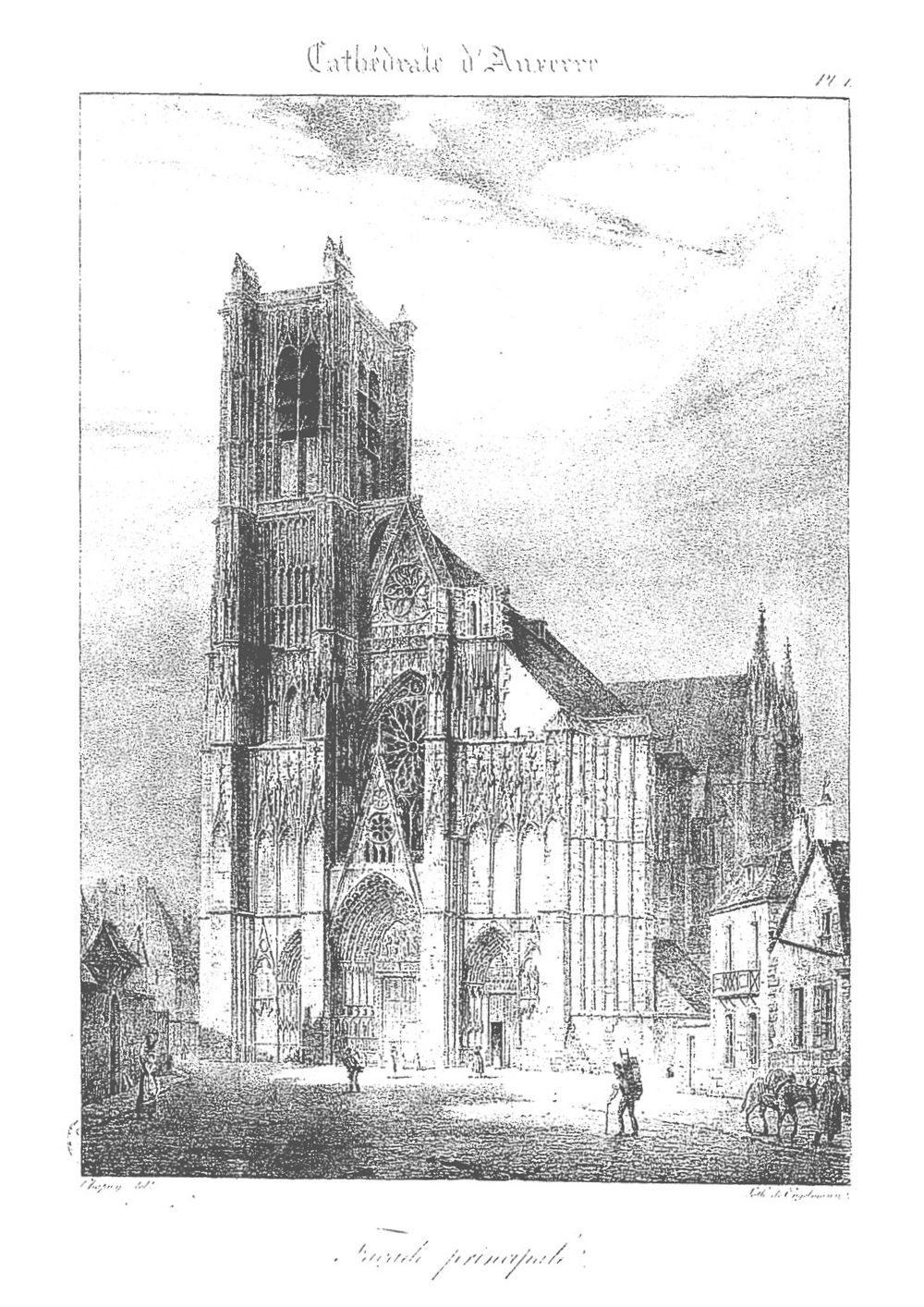
Cathédrale Saint-Étienne

En 1725, une vive controverse l'oppose aux jésuites, au sujet du contenu du cours de philosophie qu'ils enseignent dans leur collège. En représailles, l'évêque leur retire le pouvoir de prêcher et de confesser dans le diocèse.
En 1727, le supérieur et plusieurs professeurs du grand séminaire d'Auxerre, soupçonnés d'opinions jansénistes, sont déplacés et remplacés par les autorités de la congrégation lazariste. L'évêque décide alors d'adjoindre au petit séminaire qu'il avait ouvert sept ans auparavant, un grand séminaire dont il choisit les maîtres. Les deux établissements accueillent même des enfants qui ne sont pas destinés à la prêtrise. Afin de pouvoir dispenser à Auxerre un enseignement conforme à sa doctrine, l'évêque finance ses écoles de ses propres deniers, car il ne peut percevoir les revenus destinés au séminaire des lazaristes.
L'opposition entre l'évêque janséniste et les jésuites ne fait que se renforcer, chacun redoublant d'efforts pour faire triompher ses idées. Les jésuites célèbrent des offices dans leur église d'Auxerre et attirent de nombreux fidèles, au détriment des églises paroissiales. « Il en résulta que la ville avait, en quelque sorte, deux communions de fidèles dirigées, l'une par l'évêque et ses curés, l'autre par les Jésuites. » Le 18 septembre 1828, l'évêque publie une ordonnance pour mettre fin à ce culte et interdire aux fidèles d'y assister, mais elle reste sans effet.
En 1737, l'évêque d'Auxerre convoque quelque 200 ecclésiastiques de son diocèse à l'occasion d'un synode. Une semaine avant la date prévue, il reçoit du cardinal de Fleury, ministre du roi, l'ordre de sursoir à cette réunion. Un an plus tard, le synode est autorisé. En juin 1738, pendant deux jours, les ordonnances sur le gouvernement des paroisses, la célébration des offices, l'administration des sacrements sont revues et corrigées, puis homologuées par le parlement du 3 mai 1741.
Profitant de la juridiction qu'il a sur différents couvents, il interdit à plusieurs d'entre eux, favorables à la bulle, de recevoir des novices. Les ursulines, cisterciennes et visitandines d'Auxerre sont notamment visées. En 1749 il supprime les ursulines de Cravant, sur le témoignage de curés jansénistes. Vers 1745 il adresse de violents reproches à l'abbesse de Saint-Julien Louise-Catherine de Ragny, qui laisse faire des mariages dans son église ; il s'avère qu'une charte de 1269 l'y autorise pour les mariages des serviteurs de l'abbaye.

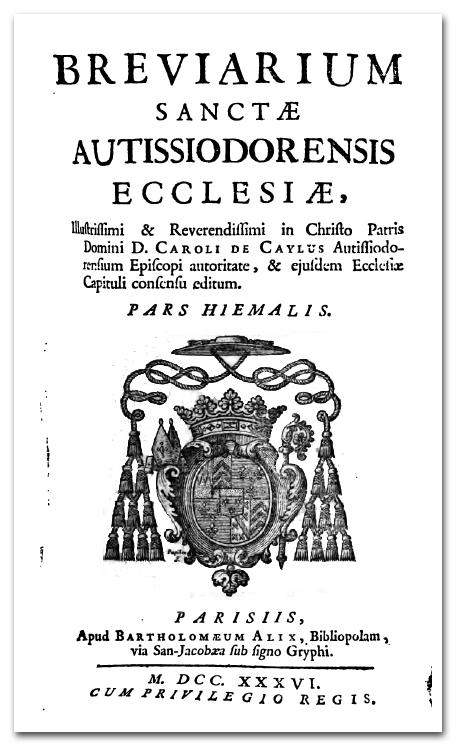
Bréviaire du diocèse d'Auxerre

L'évêque d'Auxerre entreprend également une tâche de longue haleine : celle de renouveler l'ensemble des livres liturgiques de son diocèse.
Il fait paraître en 1726 une nouvelle édition du bréviaire pour le diocèse (chaque diocèse disposant alors de son propre bréviaire).
Un nouveau rituel est publié en 1729. Alors qu'il aurait dû le soumettre à l'approbation du censeur, l'évêque passe outre et le fait imprimer sans autorisation.
Le grand catéchisme est publié en 1734, puis critiqué par cinq curés du diocèse dans une lettre rendue publique en mai 1735. L'affaire s'envenime et l'évêque engage des poursuites contre les curés, qui font appel à l'archevêque de Sens. Languet de Gergy, opposé au jansénisme, est en principe le supérieur de l'évêque d'Auxerre, étant son archevêque métropolitain. Il met fin aux poursuites contre les curés. Malgré un arrêt du conseil qui interdit le nouveau catéchisme, celui-ci est imprimé. Il est réimprimé jusqu'en 1824, et énergiquement défendu par les curés auprès des successeurs de Charles de Caylus, même si l'édition abrégée est reprise de la version de 1725.
De 1722 à 1732, assisté de représentants du Chapitre, l'évêque prépare un nouveau missel qu'il envoie au cardinal de Fleury, sans pouvoir obtenir son agrément. En 1737, il se résout à soumettre le missel à un censeur, qui donne son approbation. Le missel est publié la même année.
Ces ouvrages liturgiques sont réédités jusqu'au XIXe siècle.

### La mort de l'évêque

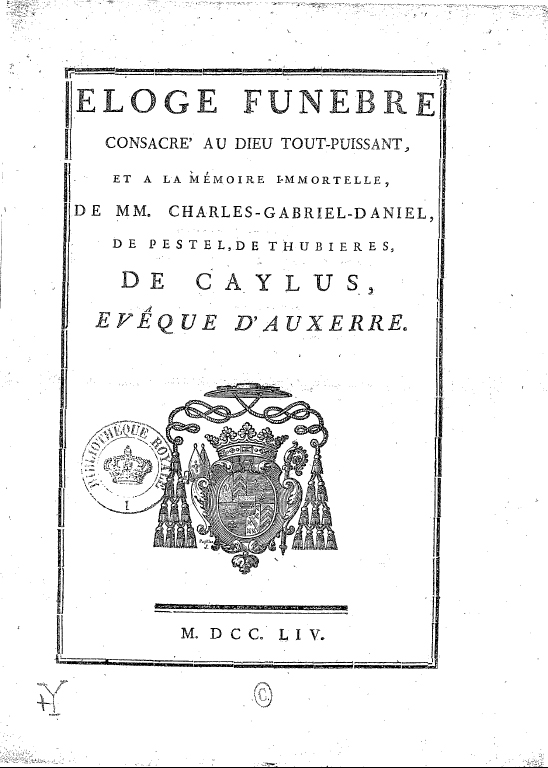
Éloge funèbre de Charles de Caylus

Le 3 avril 1754, Charles de Caylus, âgé de 85 ans et doyen des évêques de France, meurt au château de Régennes et son corps est ramené au palais épiscopal pour y être exposé. Par ordre du roi, le ministre André de Fleury, fait interdire au chapitre de rédiger l'éloge funèbre, de crainte que cette occasion ne rallume le feu entre partisans et adversaires de la bulle. Le 9 avril, ses obsèques ont lieu à la cathédrale avec une grande solennité.
Loin de l'image d'austérité qui s'attache aux jansénistes du XVIIe siècle, l'inventaire du mobilier fait après son décès permet d'imaginer un prélat attaché aux arts et au luxe, à la vie mondaine bien remplie.
Ses œuvres consistent en dix volumes dont les six premiers paraissent en 1750 et les quatre derniers en 1752. Elles sont condamnées à Rome par un décret du 11 mai 1754. L'abbé Pierre-Jacques Dettey, chanoine du chapitre d'Auxerre, publie en 1765 la « Vie de M. de Caylus ».
Si l'on prend du recul par rapport aux affrontements théologiques, la personnalité de Charles de Caylus semble mettre d'accord ses détracteurs et ses partisans. Il est vrai qu'on est loin du prélat du XVIIIe siècle, grand seigneur plus souvent présent à la cour de Versailles que dans son diocèse.

« Il y avait dans M. de Caylus un mérite si remarquable, une vertu si incontestée, un caractère si ferme et si calme à la fois, que, malgré la bonne envie des ardents du parti opposé, l'on renonça à persécuter ce digne prélat, et qu'on le laissa mourir en repos dans son évêché[réf. non conforme]. »

« Comme il était instruit, pieux et de manières aimables, il exerça sur son diocèse une influence aussi considérable que fatale. »

« Si sa doctrine trouvait des contradicteurs son amabilité, sa générosité sans bornes et sa disposition constante à rendre service même à ses antagonistes en matières religieuses le rendaient cher à tout le monde. »

« Il s'était distingué pendant toute sa vie par des mœurs pures et simples, par un caractère doux, honnête et liant qui lui conserva des relations amicales avec un grand nombre de ses collègues qui, dans les affaires du temps, avaient suivi un parti différent du sien. »

### Les conséquences
Un si long épiscopat pendant une période si troublée pour l'Église de France ne pouvait que marquer profondément le diocèse d'Auxerre. Même ses adversaires les plus acharnés ne purent nier la réussite de son action : 

« On conçoit qu'avec une semblable administration et un pareil prosélytisme, le Jansénisme devait triompher. Aussi, au bout de quarante ans, le diocèse d'Auxerre devint l'un des principaux foyers de la grande hérésie du XVIIIe siècle. Les écrits, les inépuisables bienfaits et les qualités mêmes de l'évêque d'Auxerre, avait perverti la foi des peuples confiés à ses soins. »

Il semble toutefois que, malgré les liens que Charles de Caylus avait su tisser avec ses ouailles, la pratique religieuse dans le diocèse ait fortement chuté entre 1700 et 1750. Ce fait, confirmé par différents indicateurs (notamment le nombre et l'origine géographique des vocations sacerdotales, la fréquence des sacrements), trouve ses origines dans des facteurs divers et probablement liés. C'est le bilan que dresse D. Dinet : 

« Les conceptions  jansénistes sur la vocation, sur la pénitence, sur l'eucharistie, par leur rigueur excessive, ont découragé et rebuté. Leur volonté d'exploiter des miracles douteux a engendré le scepticisme et n'a pas suppléé aux insuffisances de leur catéchèse. Les querelles et les discrédits réciproques ont, dans le meilleur des cas, éloigné les populations. »

À la mort de Charles de Caylus, le roi Louis XV et ses conseillers décident  de reprendre en main le diocèse et de mettre fin au jansénisme. Le roi nomme Jacques-Marie de Caritat de Condorcet, jusque-là évêque de Gap. Le nouvel évêque d'Auxerre choisit immédiatement  l'affrontement : il interdit aux prêtres appelants d'exercer leur ministère, il intente des procès criminels aux récalcitrants, il rétablit les jésuites dans leurs prérogatives antérieurs, il cesse tout contact avec le chapitre des chanoines qui lui est hostile. En 1756, il excommunie tous ceux qui refusent de se soumettre à la bulle Unigenitus. L'effervescence et la contestation sont telles dans le diocèse que le roi décide de l'exiler pendant un an pour apaiser les passions, puis il le nomme en 1761 évêque de Lisieux.
C'est l'évêque de Troyes, Jean-Baptiste-Marie Champion de Cicé, qui lui succède. Il fait preuve de plus d'habileté et de finesse que son prédécesseur, dans la lutte d'influence qui l'oppose à son clergé. Il parvient ainsi à reprendre le contrôle du collège et du séminaire, et à former une nouvelle génération de prêtres. Mais lorsqu'éclate la Révolution, il s'oppose vivement à la constitution civile du clergé puis s'exile en 1792 en Allemagne. Les prêtres du diocèse d'Auxerre, s'ils ne sont plus jansénistes, sont restés proches du courant richériste qui prône une forme de gallicanisme. Ils accueillent favorablement la Révolution et plus de 80 % d'entre eux acceptent de prêter serment, se démarquant ainsi clairement de leur évêque.
Lorsque la compagne de déchristianisation prend fin en 1795, les rangs du clergé se sont creusés et le manque de prêtres se fait sentir. Spontanément, les paroissiens se réunissent pour chanter et prier. Tandis que dans d'autres diocèses (celui d'Autun par exemple), on fait preuve de souplesse face à ce « culte laïcal » en attendant de pouvoir rétablir la situation, les autorités d'Auxerre y voit la résurgence des « messes sèches » jansénistes et s'y opposent très fermement.
En 1801 le concordat signé par Napoléon Ier supprime le diocèse d'Auxerre et le rattache à celui de Troyes. En 1822, Sens et Auxerre sont réunis avec la création de l'archidiocèse de Sens-Auxerre.
Toutes ces tensions, ces ruptures vécues depuis plus d'un siècle ont pu discréditer, sinon la religion du moins ses institutions, dans ce qui est désormais le département de l'Yonne. Au long du XIXe siècle, une partie importante de la population se détourne de la pratique religieuse, tandis que se développe un anticléricalisme vigoureux. Le radical auxerrois Paul Bert, qui fut ministre des cultes et fervent partisan de la laïcité, en est un bon exemple : sa famille était originaire de Bouhy en Puisaye, l'un des bastions du jansénisme.

## Héraldique
| Armoiries | Charles de Caylus |
|           | Blason de Charles de Caylus Écartelé, au 1er d'or, au chef emmanché de gueules, parti d'or à trois chevrons de sable ; au 2e et 3e d'azur ; à trois fleurs de lys d'or, au bâton péri en bande mis en abime, au 4e d'argent, à la bande de gueules, accompagnée de six sautoir de sable, sur le tout, d'azur, à trois molettes d'or, au chef de même. |

## Œuvres
- L'Instruction pastorale, 1752. Critique de la thèse de l'abbé de Prades à laquelle Denis Diderot répondra par sa Suite à l'Apologie de M. l'abbé de Prades.

### Autres références
1. 1 2 3 4 5 6 7 8 9 10 11 12  Honoré Fisquet, La France pontificale (Gallia christiana), Métropole de Sens - Sens et Auxerre, Paris, E. Repos (lire en ligne), p. 426-430.
2. 1 2 3 4 5 6 7  Joseph Fr. Michaud et Louis G. Michaud, Biographie universelle, ancienne et moderne, vol. 7, Paris, Michaud frères, 1813 (lire en ligne), p. 466-467.
3. ↑  « Du palais des évêques d'Auxerre à l'hôtel des préfets de l'Yonne », sur yonne.gouv.fr.
4. 1 2 3 4 5  René François Rohrbacher, Auguste-Henri Dufour, Histoire universelle de l'Église catholique, 27, Paris, Gaume Frères, 1859 (lire en ligne), p. 152-154.
5. ↑  Jean-Claude Liger, « Les grottes d’Arcy aux XVIIIe et XIXe siècles - La mise en place progressive d’une pensée scientifique sur les cavernes », Colloque International OH2, Dijon « Origines et Histoire de l’Hydrologie »,‎ 9-11 mai 2001, p. 5 (lire en ligne [PDF], consulté le 7 juillet 2018).
6. ↑  Michel Pierre Joseph Picot, Mémoires pour servir à l'histoire ecclésiastique, pendant le dix-huitième siècle, vol. 4, Paris, Adrien Le Clere, 1816 (lire en ligne), p. 255.
7. ↑  Dominique Dinet, Religion et société : les Réguliers et la vie régionale dans les diocèses d'Auxerre, Langres et Dijon (fin XVIe siècle-fin XVIIIe siècle), vol. 2, Paris, Publications de la Sorbonne, coll. « Histoire moderne », 1999, 518 p. (ISBN 2-85944-357-6, lire en ligne), p. 515 (435-953).
8. ↑  Abbé Jean Lebeuf, Mémoires concernant l'histoire civile et ecclésiastique d'Auxerre et de son ancien diocèse, Auxerre, Perriquet, 1855, p. 426-430.